# 581 (tal)
581 är det naturliga heltal som följer 580 och följs av 582.

## Matematiska egenskaper
- 581 är ett udda tal.
- 581 är ett semiprimtal[1].
- 581 är ett sammansatt tal.
- 581 är ett defekt tal.

## Inom vetenskapen
- 581 Tauntonia, en asteroid.